# Re di Sparta
Sparta, la più importante polis del Peloponneso meridionale dell'antica Grecia mantenne per vari secoli, peraltro con una costanza del tutto sconosciuta al di fuori dei suoi confini, un sistema di governo che presentava alcuni aspetti prettamente monarchici, reso ancora più particolare dal fatto che due sovrani, provenienti da due dinastie diverse, avevano il compito di governare simultaneamente (diarchia).
Secondo la tradizione, i due lignaggi, gli Agiadi e gli Euripontidi discendevano rispettivamente dai gemelli Euristene e Procle, a loro volta discendenti da Eracle, che conquistò la città poche decine di anni dopo la conclusione della guerra di Troia.
Quello che segue è l'elenco trasmesso dalla tradizione, che comprende sovrani leggendari: nonostante l'esistenza di scritti e descrizioni sulla vita e sulle gesta dei discendenti di Euristene e Procle, l'istituzione diarchica non è documentata con certezza prima della metà del VI secolo a.C.

## Re mitologici
- Lacedemone
- Amicla
- Argalo
- Cinorta
- Periere
- Ebalo
- Tindaro
- Icario
- Ippocoonte
- Menelao
- Oreste
- Tisameno
- Aristodemo

## Dinastia agìade
- Euristene c.1102? - c.1059 a.C.?
- Agide I c.1059? - c.1058 a.C.?
- Echestrato c.1058? - c.1024 a.C.?
- Labota c.1024? - c.987 a.C.?
- Dorisso c.987 a.C.? - c.958 a.C.?
- Agesilao I c.958 a.C.? - c.914 a.C.?
- Archelao c.914 a.C.? - c.854 a.C.?
- Teleclo c.854 a.C.? - c.814 a.C.?
- Alcamene c.814? - c.777 a.C.?
- Polidoro c.685? - c.665 a.C.?
- Euricrate c.665 - c.640 a.C.
- Anassandro c.640 - c.615 a.C.
- Euricratide c.615 - c.590 a.C.
- Leonte c.590 - 560 a.C.
- Anassandrida II c.560 - c.520 a.C.
- Cleomene I c.520 - c.488 a.C.
- Leonida I c.488 - 480 a.C.
- Plistarco 480 - c.459 a.C.
- Plistoanatte c.459 - 445 a.C. (prima reggenza)
- Pausania 445 - 426 a.C. (prima reggenza)
- Plistoanatte c.426 - 408 a.C. (seconda reggenza)
- Pausania 408 - 395 a.C. (seconda reggenza)
- Agesipoli I 394 - 380 a.C.
- Cleombroto I 380 - 371 a.C.
- Agesipoli II 371 - 370 a.C.
- Cleomene II 370 - 309 a.C.
- Areo I 309 - 265 a.C.
- Acrotato 265 - 262 a.C.
- Areo II 262 - 254 a.C.
- Leonida II 254 - 242 a.C. (prima reggenza)
- Cleombroto II 242 - 241 a.C.
- Leonida II 241 - 235 a.C. (seconda reggenza)
- Cleomene III 235 - 222 a.C.
- Agesipoli III 219 - 215 a.C.

## Dinastia euripontide
- Procle
- Soo
- Euriponte
- Pritani
- Polidette
- Eunomo
- Carilao
- Nicandro c.750 a.C.? - 720 a.C.?
- Teopompo c.720? - c.675 a.C.?
- (Anassandrida I c.675 - c.645 a.C.) ?
- Zeussidamo c.645 - c.625 a.C.
- Anassidamo c.625 - c.600 a.C.
- Archidamo I c.600 - c.575 a.C.
- Agasicle c.575 - c.550 a.C.
- Aristone c.550 - c.515 a.C.
- Demarato c.515 - c.479 a.C.?
- Leotichida c.491 - 476 a.C.
- Archidamo II 476 - 427 a.C.
- Agide II 427 - 401/400 a.C.
- Agesilao II 401/400 - 360 a.C.
- Archidamo III 360 - 338 a.C.
- Agide III 338 - 331 a.C.
- Eudamida I 331 - c.305 a.C.
- Archidamo IV c.305 - c.275 a.C.
- Eudamida II c.275 - c.245 a.C.
- Agide IV c.245 - 241 a.C.
- Eudamida III 241 - 228 a.C.
- Archidamo V 228 - 227 a.C.
- Euclida 227 - 221 a.C. (Euclida era in realtà un Agiade - suo fratello Cleomene III depose il cosovrano Euripontide e ne diede i poteri a Euclida)
- Licurgo 219 - 212 a.C.

## Dopo Sellasia
In seguito alla sconfitta di Cleomene III nella battaglia di Sellasia per mano di Antigono III Dosone di Macedonia, e dei suoi alleati della Lega achea, il sistema di governo spartano cominciò a collassare.
A Sparta regnò la repubblica dal 221 al 219 a.C.
- Agesipoli III (Agiade) 219 - 215 a.C. - l'ultimo re Agiade di Sparta.
- Licurgo (Euripontide) 219 - 210 a.C.
- Macanida (tiranno) 210 - 207 a.C.
- Pelope (Euripontide) 210 - 206 a.C. - l'ultimo re delle dinastie storiche, antagonista di Macanida.
- Nabide (usurpatore Euripontide) 208 - 192 a.C.
- Laconico - ultimo re di Sparta: alla morte di Nabide regnò per pochissimo tempo nel 192 a.C.

La Lega achea assorbì Sparta nel 192 a.C., quarantasei anni prima della trasformazione della Grecia in provincia romana, col nome di Acaia.